# بلدة بيفر (مقاطعة ماهوننغ)
بلدة بيفر هي واحدة من أربع عشرة بلدة في مقاطعة ماهونينج، أوهايو، الولايات المتحدة. وجد تعداد 2010 أن عدد السكان 6711 شخصًا في البلدة.

## الاسم والتاريخ
تم تنظيم بلدة بيفر في عام 1811. لسنوات عديدة، كانت البلدة جزءًا من مقاطعة كولومبيانا، قبل أن تصبح جزءًا من مقاطعة ماهونينج في عام 1846.
على مستوى الولاية، توجد مدن بيفر الأخرى في مقاطعات نوبل وبايك.

## روابط خارجية
- موقع ويب Township
- موقع مقاطعة ماهونينج